# 尤德 (怀俄明州)
尤德（英語：Yoder）是美国怀俄明州戈申县下属的一座城鎮。该鎮的人口在2000年为169人，2010年有151，2011年则估计有153人。